# Iglesia bautista de Gaza
La Iglesia bautista de Gaza es una iglesia bautista en la ciudad de Gaza, en la Franja de Gaza, en Palestina. La iglesia es una de las tres iglesias cristianas en la Franja de Gaza y la única que es protestante y evangélica.
La Iglesia Bautista de Gaza y su congregación de alrededor de 200 feligreses se ha visto afectada negativamente por la violencia y el caos relacionado con el conflicto palestino-israelí. En febrero de 2007, la biblioteca pública de la iglesia fue objeto de ataques incendiarios hasta en tres ocasiones. Durante un ataque aéreo israelí en diciembre de 2008, el edificio resultó dañado por la explosión de una bomba cercana.